# Pleurotus citrinopileatus
Pleurotus citrinopileatus (tamogitake trong tiếng Nhật), là một loại nấm ăn được. Có nguồn gốc từ miền đông nước Nga, miền bắc Trung Quốc và Nhật Bản, loài nấm này rất có họ hàng với P. cornucopiae ở châu Âu, với một số nhà nghiên cứu nhận thức chúng ở cấp bậc phân loài. Ở miền đông nước Nga, P. citrinopileatus được gọi là iI'mak, là một trong những loại nấm ăn được phổ biến nhất.

## Mô tả
Cơ thể sinh trưởng của P. citrinopileatus phát triển trong các cụm mũ có màu từ vàng sáng đến vàng nâu với kết cấu bề mặt mịn, khô. Mũ có đường kính từ 20–65 mm (0,79–2,56 in). Cuống có hình trụ, màu trắng, thường cong hoặc cuộn, dài khoảng 20–50 mm (0,79–1,97 in) và đường kính 2–8 mm (0,079–0,315 in). Phiến mỏng có màu trắng, gần nhau và chạy xuống cuống. Bào tử nấm có dạng hình trụ hoặc hình elip, mịn, trong suốt, dạng tinh bột và đo được 6-9 đến 2–3,5 micrômét.

## Sinh thái
P. citrinopileatus, giống như các loài nấm Pleurotus khác, là một loại nấm phân hủy gỗ. Trong tự nhiên, P. citrinopileatus thường phân hủy gỗ cứng như Ulmus. Bào tử phát tán nhờ Callipogon relictus, một loài bọ cánh cứng.

## Sử dụng
P. citrinopileatus được trồng thương mại, thường là trên môi trường hạt, rơm hoặc mùn cưa. Pleurotus là một trong những loại nấm phổ biến nhất, đặc biệt ở Trung Quốc, do dễ trồng trọt và khả năng chuyển đổi 100 g rác hữu cơ thành 50-70 g nấm tươi.
P. citrinopileatus là một nguồn chất chống oxy hóa. Chất chiết xuất từ P. citrinopileatus đã được nghiên cứu cho tính chất chống tăng đường huyết, làm giảm lượng đường huyết ở những con chuột bị tiểu đường. Người ta cũng đã nghiên cứu chúng như một nguồn thuốc hạ mỡ máu; nấm sò, một loại nấm Pleurotus có họ hàng, đã được tìm thấy có chứa lovastatin làm giảm cholesterol.